# Pasquale Sfameni
Pasquale Sfameni (Torregrotta, 30 oktober 1868 – aldaar, 7 oktober 1955) was een medicus-specialist in de verloskunde en gynaecologie in het koninkrijk Italië. Sfameni was werkzaam aan de universiteiten van Cagliari, Parma, Messina en Bologna. In Bologna was hij rector magnificus.

## Levensloop
Sfameni groeide op in Torregrotta, een gemeente in de Siciliaanse provincie Messina. Hij studeerde geneeskunde aan de universiteit van Bologna. Hij specialiseerde zich in de verloskunde niet alleen in Bologna maar ook in Pisa en Perugia. 
Van 1906 tot 1907 was hij kort docent verloskunde aan de universiteit van Cagliari. 
Van 1907 tot 1914 had hij zijn verloskundige praktijk aan de universiteit van Parma, eerst als docent later als hoogleraar. In Parma was Sfameni tevens directeur van de ziekenhuisafdeling Gynaecologie-Verloskunde van de universiteit.
Tijdens de Eerste Wereldoorlog was hij hoogleraar gynaecologie-verloskunde aan de universiteit van Messina. 
In 1918 verwierf Sfameni deze leerstoel aan de universiteit van Bologna, waar hij een alumnus was. De leerstoel was gecombineerd met het directeurschap van de afdeling verloskunde-gynaecologie in het universitair ziekenhuis. Bovendien was hij rector magnificus in Bologna in de jaren 1923-1927.
Qua wetenschappelijk onderzoek bestudeerde Sfameni de fysiologie en histologie van de uterus tijdens de zwangerschap, alsook van embryo en placenta. Dit vond plaats niet alleen in Bologna maar ook met zijn vorige leerstoelen. Zo toonde hij aan dat de uterus bij zwangerschap actief kon verwijden. Tevens beschreef hij een hormonale interactie tussen eierstok en uterus tijdens de zwangerschap; hij noemde dit de rivoluzione funzionale utero-ovarica. In 1935 lanceerde Sfameni het wetenschappelijk tijdschrift Monitore Ostetrico ten behoeve van verloskundigen. Sfameni was lid van de Società italiana per il progresso delle scienze. Tevens was hij lid van Italiaanse verenigingen voor gynaecologie en fysiologie.
In 1940 stichtten hij en zijn echtgenote samen een wetenschappelijk fonds dat naar hem genoemd was. Dit fonds stimuleerde navorsing in de verloskunde in Bologna. Tijdens en na de Tweede Wereldoorlog wijdde Sfameni zich uitsluitend aan wetenschappelijk onderzoek. Zo presenteerde hij in de jaren 1947-1949 aan de Accademia Benedettina delle Scienze onderzoeksresultaten over de origine van de navelstreng, over de lymfecirculatie bij moeder en embryo en over zijn analyse van vruchtwater.
In Bologna was Sfameni lid van de vrijmetselaarsloge volgens de Aloude en Aangenomen Schotse Ritus.
Hij stierf in zijn geboortedorp Torregrotta op Sicilië in het jaar 1955.

## Enkele publicaties
- Delle terminazioni nervose nei gomitoli delle glandole sudorifere dell'uomo, Turijn 1898
- Alcune considerazioni sulla presenza simultanea di due borse nel parto gemello, Milaan 1899
- Su alcune modificazioni della crasi sanguigna durante la mestruazioni, Napels 1901
- Sulla cura della gravidanza extrauterina e dell'ematocele pelvico, Pisa 1903
- La placenta marginata e la sua genesi, Napels 1905
- Operazioni ostetriche e ginecologiche: eseguite fino al 31 ottobre 1904 dal dott. P. Sfameni, Pisa 1905
- Fistole vescico-vaginali d'origine criminosa, Florence 1911
- Sulla etiologia delle cisti subcoriali nella placenta umana, Cagliari 1913
- La rivoluzione funzionale utero-ovarica, Pavia 1922
- Amputazione del collo uterino e aborto, Rome 1925
- La dilatazione attiva o vitale dell'utero ed il suo sviluppo storico, Florence 1930.

## Eerbewijzen
- Commandeur in de Orde van de Italiaanse Kroon (1924)
- Officier in de Orde van Sint-Mauritius en Sint-Lazarus
- Grootofficier in de Orde van Sint-Marinus Merito civile e militare (San Marino)
- Commandeur in de Burgerorde van Alfonso X de Wijze of Orden Civil de Alfonso X el Sabio (Spanje)